# 내도동 방사탑
내도동 방사탑은 제주특별자치도 제주시 내도동 514-1에 있는 내도동 방사탑이다. 2013년 12월 27일 제주특별자치도의 향토유산 제10호로 지정되었다.

## 지정 사유
옛날부터 마을에 불행한 일이 생기는 것을 막기 위해 탑을 쌓아 미연에 방지한 내도동 방사탑은 점점 무너져 내리는 현상이 있으나 기존에 있었던 6기 중 대부분 소실되었고, 원형을 찾아 볼 수 있는 것은 1기에 불과하다. 해양민속자료로써의 가치가 높다.